# Hradiště u svatého Jiří
Hradiště u svatého Jiří je raně středověké hradiště na jihovýchodním okraji města Kouřim v okrese Kolín. Založeno bylo přibližně koncem desátého století, když Přemyslovci ovládli Kouřimsko a Stará Kouřim ztratila svůj význam. Z hradiště, na kterém stávaly dva kostely, se dochovaly pouze nevýrazné pozůstatky opevnění. Celá lokalita je od roku 1965 chráněna jako kulturní památka.

## Historie
Ostrožna nad soutokem Výrovky a Ždánického potoka byla osídlena již v době halštatské v sedmém a šestém století před naším letopočtem příslušníky bylanské kultury. Další řídké osídlení je prokázáno až ve starší době hradištní během sedmého a osmého století. V době, kdy v první polovině desátého století byla ve vrcholné fázi rozvoje sousední Stará Kouřim, se na ostrožně nacházelo neopevněné sídliště. Nalezená keramika a šperky dokládají úzké kontakty s centrem na Libici. Podle Miloše Šolleho patřilo hradiště k libické sféře vlivu ještě ve druhé polovině desátého století.
Opevněné hradiště založili Přemyslovci nejspíše koncem desátého století a v následující století se stalo správním centrem kraje. V době vlády knížete Jaromíra se zde razily mince. První písemná zmínka o hradišti pochází ze druhé poloviny jedenáctého století a z let 1167 a 1177 jsou jmenovitě známi zdejší kasteláni. Ve dvanáctém a třináctém století se Kouřim snad stala sídlem Děpolticů, vedlejší přemyslovské větve, a snad také sídlem arcijáhenství.

## Stavební podoba
V první stavební fázi bylo kouřimské hradiště jednodílné s rozlohou 6,2 hektaru. Obvodové opevnění se dochovalo pouze v podobě terénních hran. Jedinou prozkoumanou částí opevnění je částečně dochovaný příčný val, který se táhne směrem od západu k východu. Je pozůstatkem hradby ze dvanáctého století, kterou tvořila 2,5 metru široká zeď z nasucho kladených kamenů. Na ni navazovala soustava dřevěných komor ukončená roštovou konstrukcí. Celková šíře hradby se pohybovala od deseti do dvanácti metrů.
Val nejspíše rozdělil hradiště na jižní akropoli a severní předhradí, jehož součástí se stal kostel svatého Klimenta.

### Předhradí svatého Klimenta
Předhradí bylo pojmenováno po kostele svatého Klimenta, který stával blízko severní brány. V časné mladší době hradištní již bylo hustě osídleno. V západní části stával čtvercový srub obklopený zástavbou chat, zatímco na východě se nacházely hospodářsko-řemeslné objekty. Jedna z budov s rozměry 11,3 × 3 metry byla využívána jako kovárna. Dokladem je nález jámy s železitou struskou a železnými nástroji, která mohla sloužit jako výheň.
V pozdní době hradištní měla zástavba ve východní části předhradí stále charakter polozemnic hlubokých až jeden metr. Jedna z prozkoumaných staveb ze dvanáctého století měla kamennou podezdívku, obytnou a sklepní část a vstupovalo se do ní po schodišti nad sklepní částí v jižním nároží. Pozice schodiště nad sklepem pravděpodobně dokládá, že obě části neexistovaly současně. Ohniště se nacházelo na povrchu terénu. Nálezy nástrojů svědčí, že budovu obýval a jako dílnu ji využíval nejspíše kovář. Sousední polozemnice s rozměry 4 × 6,1 metru obsahovala zahloubenou pec.

### Akropole
Na počátku mladší doby hradištní v jedenáctém století stával na akropoli dvorec opevněný vůči předhradí svatého Klimenta palisádou zesílenou komorami s košatinovou konstrukcí. Hlavní obytnou budovou dvorce byla stavba s obdélníkovým půdorysem o rozměrech přibližně 8 × 6 metrů. Užitná plocha budovy s dusanou podlahou byla rozšířena přístěnky a v blízkosti se nacházely sklepní jámy. Další osídlení založené již v desátém století pokračovalo v podobě podlouhlých a zahloubených chat směrem k západu.
Na akropoli stával starší hradištní kostel svatého Jiří připomínaný poprvé roku 1295. Jeho stáří není jasné, ale podle páru nalezených esovitých záušnic je možné, že byl postaven již v předrománském období v jedenáctém století. V nejstarší stavební fázi měl kostel rozměry 7,8 × 13 metrů a byl postaven z lomového zdiva, ve kterém se uplatnily opukové a rulové kameny. Kolem kostela bývalo pohřebiště, které částečně překryl přístavek u severní stěny kostelní lodi, který měřil 3,6 × 4 metry. Díky dalším stavebním úpravám se kostel na přelomu dvanáctého a třináctého století změnil na tribunový. S kostelem byl v té době spojen objekt považovaný za obytnou věžovitou stavbu známou i z jiných dvorců té doby. Z děpoltického období byly na akropoli prozkoumány také hospodářské jámy a příkop s torzem ochranné zdi severně od kostela. Z kostela pochází plastika Kouřimští lvi - pozůstatek jedné z nejstarších dochovaných prostorových skulptur v ČR.